# اشکال سخت افزاری
اشکال سخت‌افزاری، یک نقص در طراحی، ساخت و یا عملکرد درسخت‌افزار کامپیوتر است که باعث انجام عملیات اشتباه میشود. اشکال‌های نرم‌افزاری به نقص در کد اشاره دارند و زمینه‌ی اصلی‌ای هستند که چنین خطاهایی، به عنوان "باگ" شناخته میشوند. واسط بین سخت‌افزار و نرم‌افزار، میکروکد و سفت‌افزار هستند، که ممکن است آنها نیز چنین عیوبی را دارا باشند. به طور معمول، باگ با عیب فنی، فرق نامحسوسی دارد. گلیچ(glitch) یا عیب فنی، شاید بیشتر زودگذر باشد تا اساسی. باگ همچنین با "تغییر جهت"(quirk) که ممکن است طبیعی یا سودمند به شمار آید، فرق دارد. اصلاحیات (اصلاحاتی در مستندات) ممکن است توسط سازنده منتشر شود، که به چنین عملیات ناخواسته‌، اشاره دارد. "اصلاحیات" بعضی اوقات به خود نقص‌ها گفته میشود.== تاریخچه ==
ریشه‌ی کلمه‌ی "bugbear" و "bugaboo" که اصطلاحاتی به معنی یک هیولا هستند، از کلمه"bugge" آمده است. "bugge" یک کلمه  انگلیسی‌میانه است.

اصطلاح "باگ" برای بیان عیوب استفاده میشود. این اصطلاح از سال 1870 بخشی از زبان عامیانه مهندسی و کامپیوترهای الکترونیکی و کامپیوترهای نرم‌افزاری قدیمی بوده است. ممکن است از اصطلاح "باگ" دراصل در مهندسی سخت‌افزار برای بیان عیوب مکانیکی استفاده شده باشد. برای مثال، توماس ادیسون در نامه‌ای به شریکش در سال 1878، نوشته:
در تمامی اختراعات من اینگونه بوده است. اولین قدم شهود است و ناگهانی اتفاق می‌افتد، بعد مشکلات شروع میشوند، چیزی آشکار میشود و بعد "باگها" که به عیوب و مشکلات کوچک گفته میشود، خودشان را نشان میدهند , ماه‌ها مشاهده، مطالعه، و آزمایش، قبل از موفقیت تجاری لازم است، در غیر این صورت شکست، قطعی است.
توپ بافل، اولین بازی مکانیکی پینبال بود، که در سال 1931 به "باگ نداشتن" معروف بود. به عیوب ابزارهای ارتش در جنگ جهانی دوم به عنوان باگ (یا گلیچ) اشاره میشود. در فیلم فرمان پرواز در سال 1942، لوییز دیکینسون ریچ، درباره یک ماشین یخ‌خردکن خودکار، گفت، "خرد کردن یخ متوقف شده، تا وقتی که سازنده آن باگ‌هایش را رفع کند."
آیزاک آسیموف، از اصطلاح "باگ" برای شرح دادن مشکلات رباتش در داستان کوتاه "آن خرگوش را بگیر" که در سال 1944 منتشر شد، استفاده کرد.

صفحه ای از سوابق کامپیوتر الکترومکانیکی هاروارد مارک دوم، همراه با یک حشره مرده که از دستگاه برداشته شده است.

اصطلاح "باگ" در گزارشی از مهندس کامپیوتر، گریس هاپر، کسی که علت خطا در یک کامپیوتر الکترومکانیکی اولیه را عمومی کرد، استفاده شده است. نسخه‌ای از داستان:
در سال 1946، وقتی هاپر از خدمت تمام وقت، آزاد شد، به دانشکده هاروارد در آزمایشگاه محاسبات پیوست، جایی که کارش را روی مارک دوم و مارک سوم ادامه داد. ماموران، مشکل را در مارک دوم ردیابی کردند و حشره‌ای که در نیروگر گیر افتاده بود را پیدا کردند، که باعث ساخته شدن اصطلاح "باگ" به معنای حشره، شد. این حشره با دقت برداشته شد و در کتاب سوابق قرار داده شد. به دنباله ی اولین باگ، امروزه ما به مشکلات یا گلیچ‌های یک برنامه، باگ می‌گوییم.
هاپر صراحتا اعتراف کرده که باگ را پیدا نکرده است. تاریخ کتاب سوابق 9 سپتامبر 1947 بود.  مامورانی که آن را پیدا کردند، از جمله ویلیام بیل برک، با این اصطلاح مهندسی آشنا بودند و حشره را با یادداشت "اولین باگ واقعی پیدا شد." نگه داشتند. هاپر عاشق بازگو کردن این داستان بود. این کتاب سوابق، همراه با حشره در آن، بخشی از کلکسیون اسمیسونیان موزه ملی تاریخ آمریکا است.

## عملیات ناخواسته
گاهی اوقات کاربران از عملیات ناخواسته یا ثبت‌نشده سخت‌افزار، برای رسیدن به اهدافی استفاده میکنند، در این صورت یک نقص میتواند یک ویژگی به شمار آید. کلمه مخفف ایبنایوا به معنی "این یک باگ نیست، این یک ویژگی است" از این نکته، نشات گرفته است. برای مثال، دستورالعملهای ثبت نشده، که به عنوان رمزعمل‌های غیرقانونی شناخته میشوند، در فناوری ماس 6510 از کمودور 64 و فناوری ماس 6502 از کامپیوترهای اپل 2 گاهی مورد استفاده قرار میگیرند. بطور مشابه برنامه‌نویسان در آمیگا از عملیات ناخواسته‌ی کمک‌پردازنده، برای تولید جلوه‌های جدید یا بهینه‌سازی، استفاده کردند.

## آسیب پذیری‌های امنیتی
بعضی از عیوب در سخت‌افزار ممکن است باعث آسیب‌پذیری‌های امنیتی شوند، یعنی حفاظت از حافظه یا دیگر ویژگی‌ها به خوبی کار نکنند. از سال 2017، رشته‌ای از آسیب‌پذیری‌های امنیتی، در پیاده‌سازی اجرای پیش‌بینانهمعماری پردازنده‌های معمولی‌ای پیدا شد، که اجازه نقض در سطح امتیازی را میدادند.
در سال 2019، محققان کشف کردند که یک حالت دیباگ سازنده، که به VISA معروف است، دارای یک ویژگی ثبت نشده در مرکز کنترل‌کننده پلتفرم اینتل، که به عنوان تراشه شناخته میشود، است. این ویژگی باعث شده این حالت در یک مادربرد عادی، قابل دسترس باشد، که احتمالا باعث آسیب‌پذیری امنیتی شده است.

## باگ‌های پنتیوم
سری CPU‌های پنتیوم اینتل، دو باگ شناخته شده داشت که بعد از ورود به بازار کشف شد، باگ اف‌دی‌ای‌وی که باعث تاثیر روی ممیز شناور میشد. این باگ منجر به فراخوان در 1994 شد. و باگ F00F  که در سال 1997 کشف شد که باعث میشد پردازنده از کار کردن متوقف شود تا وقتی که دوباره راه اندازی شود. 

## جستار وابسته
- اشکال نرم افزاری